# 陆家浜站
陆家浜站位于中国江苏省苏州市昆山市陆家镇的一个铁路车站，是京沪铁路上的车站，距上海站40公里。车站始建于1905年，1906年5月通车，至1990年车站候车室面积128平方米。车站现由上海铁路局苏州直属站管辖，负责列车的到发、通过及会让作业，不办理客货运业务。
2020年陆家浜铁路货场开工，2023年全面开工。货场位于昆山市经济技术开发区内、距离既有站场3.2公里，占地面积600亩，内设1条集装箱作业线和1条笨重兼综合货物作业线，以承接原昆山站货运业务。
沪通铁路二期工程计划迁移车站，并修建本站至太仓南站的联络线。

## 图片
- 车站站房
- 站牌